# ادیکسا رفلکس
ادیکسا رفلکس (به انگلیسی: Edixa Reflex) یک دوربین عکاسی فیلم ۱۳۵ تک‌لنزی بازتابی ساخت شرکت ادیکسا است که در سال ۱۹۵۴ در آلمان غربی تولید می‌شد.

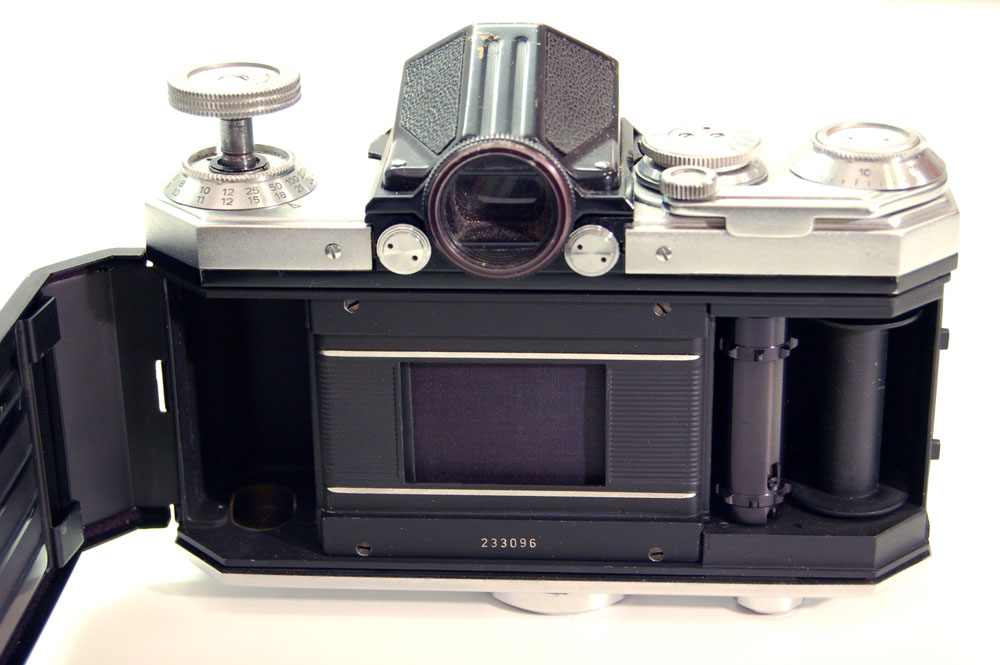
مدل B، بدنهٔ پُشت‌باز
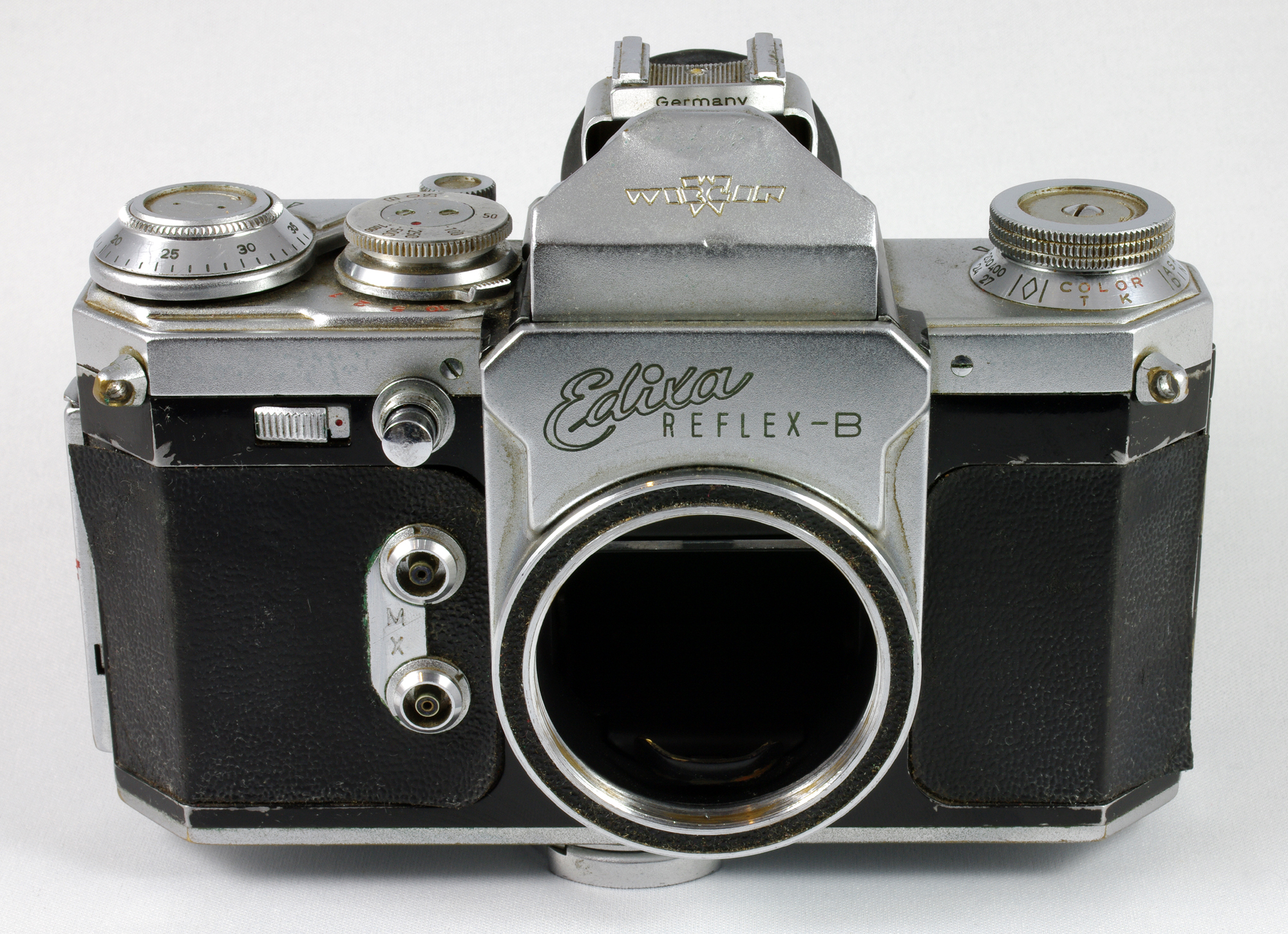
مدل B، با نمایاب پنتاپریسم
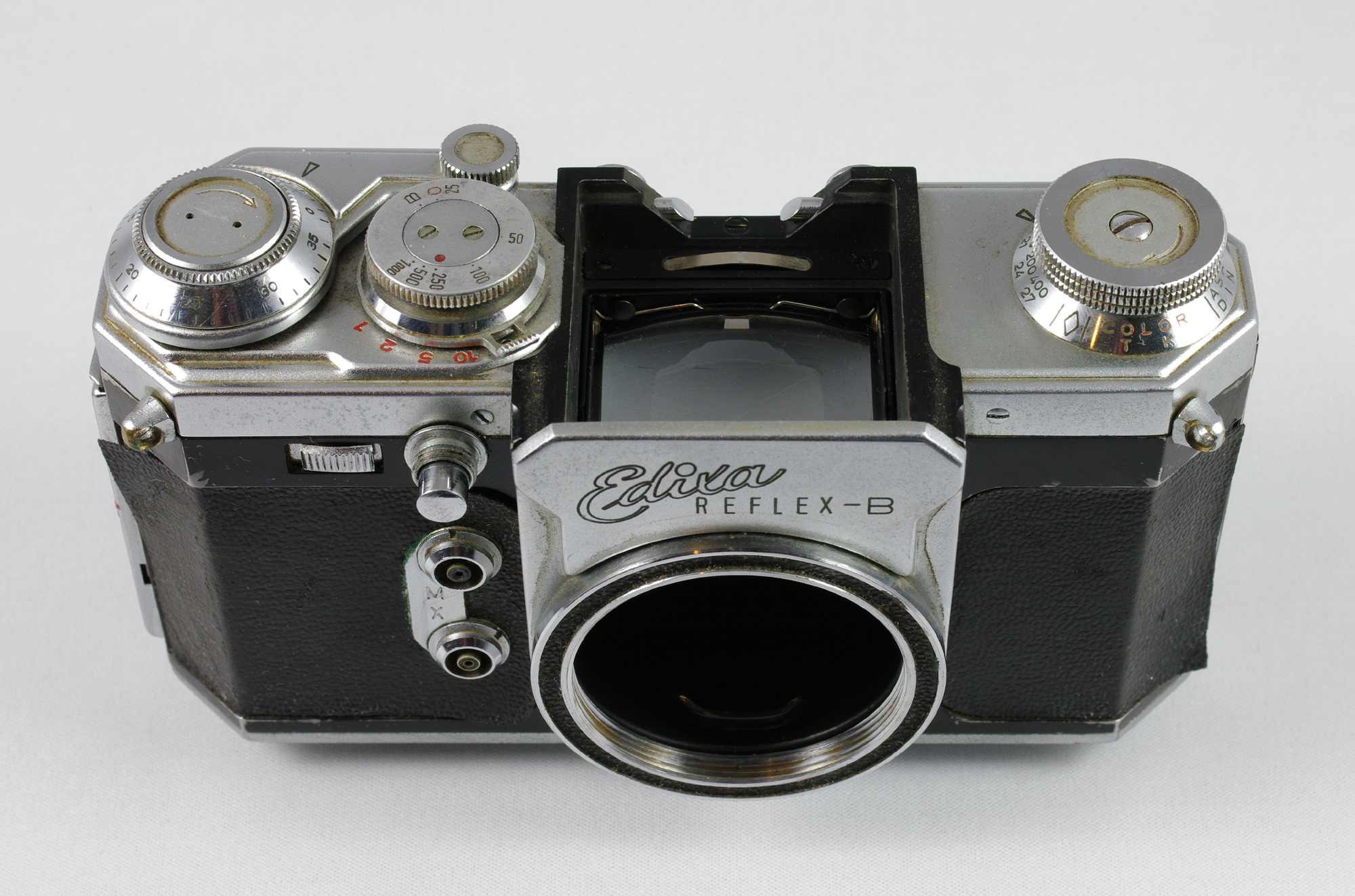
مدل B، بدون نمایاب
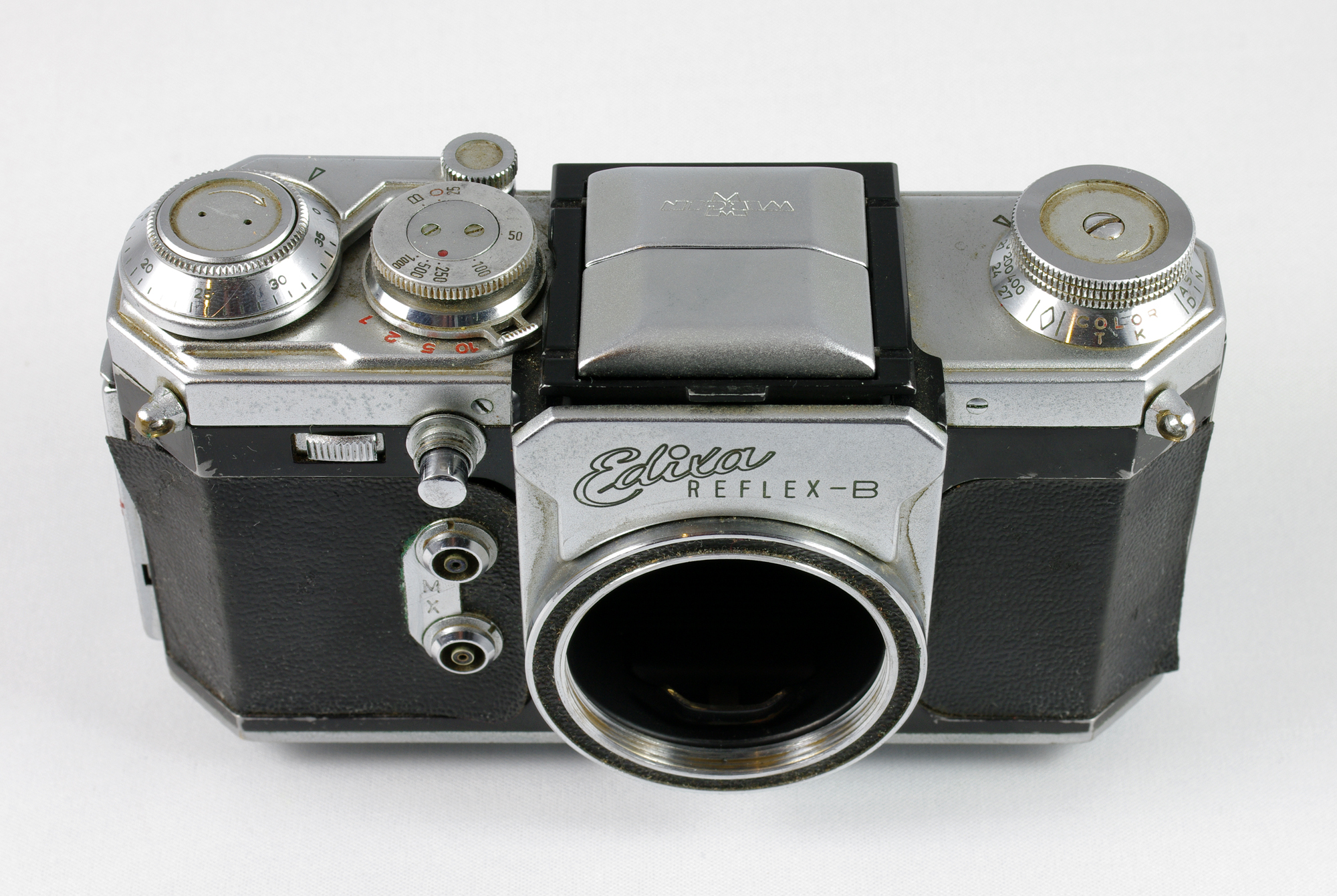
مدل B، با نمایاب بالای بسته
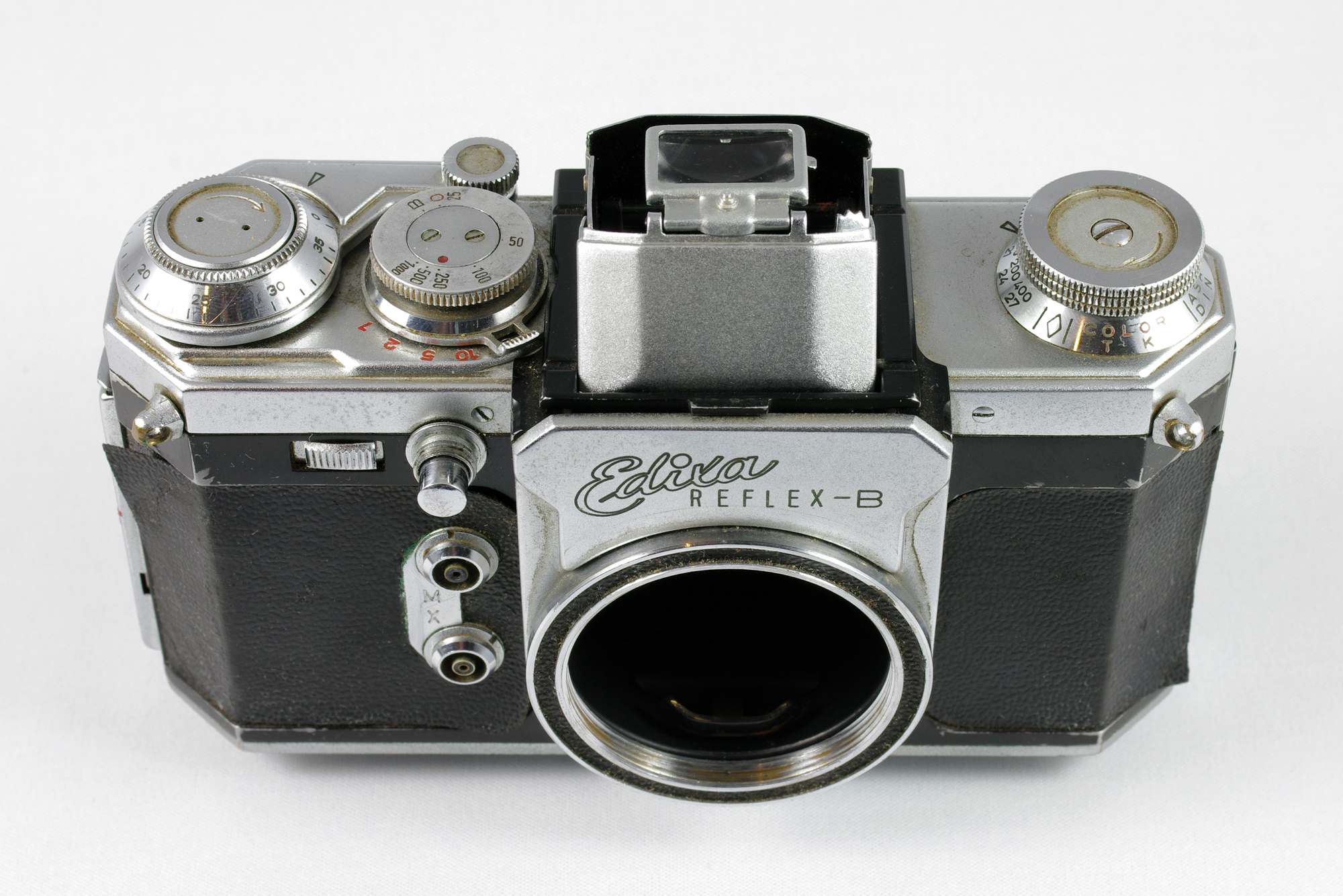
مدل B، با نمایاب بالا و لووپ